# Volcanale
Il Volcanale (in latino Volcanal) era un antichissimo santuario dedicato al dio Vulcano collocato nel Foro Romano, sopra il Comitium, nell'area Volcani, un'area all'aperto ai piedi del Campidoglio situata nell'angolo nord-occidentale del Foro Romano. Nel santuario si trovavano un'ara dedicata al dio e un fuoco perenne.

## Descrizione
Secondo la tradizione romana, esso era stato dedicato a Vulcano da Romolo, il quale vi aveva anche posto una quadriga di bronzo dedicata al dio, preda di guerra dopo la sconfitta dei Fidenati (ma secondo Plutarco la guerra in questione fu quella contro Cameria, sedici anni dopo la fondazione di Roma), e una propria statua con un'iscrizione contenente la lista dei suoi successi redatta in caratteri greci; secondo Plutarco, Romolo era rappresentato incoronato dalla Vittoria. Inoltre il re avrebbe piantato nel santuario un albero di loto sacro, che esisteva ancora ai tempi di Plinio il Vecchio e che si riteneva tanto antico quanto la città stessa.
Si è ipotizzato che il santuario risalisse all'epoca in cui il Foro era ancora fuori della città. Il Volcanal è menzionato due volte da Tito Livio in merito al prodigium di una pioggia di sangue avvenuto nel 183 a.C. e nel 181 a.C..
L'area Volcani, probabilmente un locus substructus, era circa 5 metri più alta rispetto al Comitium e da essa i re e i magistrati della prima repubblica, prima che fossero costruiti i rostra, si rivolgevano al popolo. Sul Volcanal c'era anche una statua in bronzo di Orazio Coclite, che era stata qui spostata dal Comizio, un locus inferior, dopo essere stata colpita da un fulmine. Aulo Gellio racconta che furono chiamati alcuni aruspici per espiare il prodigio, ma questi, mossi da malanimo, fecero spostare la statua in un luogo più basso dove non batteva mai il sole. L'inganno fu però scoperto e gli aruspici giustiziati; in seguito si scoprì che la statua doveva essere posta in un luogo più alto e così fu fatto sistemandola nell'area Volcani. Già nel 304 a.C. nell'area Volcani fu costruito un tempio alla Concordia dedicato dall'edile curule Gneo Flavio. Secondo Samuel Ball Platner, nel corso del tempo, il Volcanale sarebbe stato sempre più ristretto dagli edifici circostanti fino ad essere ricoperto del tutto. Il culto era comunque vivo ancora nella prima metà età imperiale, come testimonia il ritrovamento di una dedica di Augusto nell'anno 9 a.C..
Agli inizi del XX secolo furono ritrovate, dietro l'Arco di Settimio Severo, alcune antiche fondazioni in tufo che probabilmente appartenevano al Volcanale e tracce di una specie di piattaforma rocciosa, lunga 3,95 metri e larga 2,80, che era stata ricoperta di cemento e dipinta di rosso. La sua superficie superiore è scavata da varie canaline e di fronte ci sono i resti di un canale di drenaggio fatto di lastre di tufo. Si avanzò l'ipotesi che si trattasse dell'ara stessa di Vulcano. La roccia mostra segni di danni e di riparazioni e nella superficie ci sono alcune cavità, rotonde e squadrate, che hanno una qualche rassomiglianza con le tombe e sono perciò state considerate tali da alcuni autori in passato, specialmente von Duhn, il quale, dopo la scoperta di antiche tombe a cremazione nel Foro, ha sostenuto che in origine il Volcanale fosse il luogo dove venivano bruciati i corpi.